# 李载柔
李载柔（1921年1月—），女，四川重庆人，中国物理化学家，长春地质学院教授，曾任第三届全国人大代表，第五、六、七、八届全国政协委员。